# لیگ دسته دوم فوتبال ایران ۸۳-۱۳۸۲
لیگ دسته دوم فوتبال ایران ۸۳–۱۳۸۲ در فصل ۸۳–۱۳۸۲ با صعود ۸ تیم به لیگ آزادگان ۸۴–۱۳۸۳ به پایان رسید.